# Lootjes trekken
Lootjes trekken is een verlotingsmethode om binnen een groep mensen anoniem te bepalen wie voor wie een cadeautje moet kopen of een surprise moet maken. Het gebruik is ontstaan in diverse landen. In Nederland ontstond dit na de Tweede Wereldoorlog aanvankelijk voor het sinterklaasfeest.

## Geschiedenis
De opkomst van het lootjes trekken bij cadeaus uitdelen, een activiteit gekoppeld aan het kerstfeest, sinterklaas en suikerfeest is een gebruik dat in diverse Europese landen in de vorige eeuw ontstond gekoppeld aan het anonieme karakter van de gever (de kerstman of sint Nicolaas). Het wordt zowel bij vieringen thuis, op scholen, vriendengroepen als binnen bedrijven gebruikt.

## Werking
Het idee van lootjes trekken is dat familieleden, gezinsleden, vrienden ieder hun naam en hun verlanglijstje opschrijven waarbij de naam aan een van de anderen verstrekt wordt zonder dat bij de anderen de naam bekend wordt. Het lot bepaalt zo voor wie je een cadeautje moet kopen en een rijm en/of surprise moet maken. Er worden vaak afspraken gemaakt over het te besteden bedrag.
De oorspronkelijke wijze gebeurt door op een stukje papier de naam en het verlanglijstje op te schrijven en het papier dubbel te vouwen waardoor de naam en het verlanglijstje niet zichtbaar zijn. Ook kunnen alleen de namen op de lootjes worden geschreven en dienen de verlanglijstjes te worden opgeschreven op een groot vel dat voor iedereen zichtbaar wordt opgehangen met de namen erbij, zodat duidelijk is van wie welk verlanglijstje is. Hierop wordt dan ook het afgesproken bedrag vermeld. De lootjes worden in een hoed of bakje gedeponeerd. Iedereen trekt uit die hoed of het bakje een lootje. Trekt iemand zichzelf, dan moet opnieuw getrokken worden. Ook kan dan worden bepaald dat alleen degene die zichzelf heeft getrokken, opnieuw moet trekken. Het voordeel hiervan is dat niet iedereen opnieuw hoeft te trekken.
Virtueel kunnen lootjes "getrokken" worden via een mailprogramma, internetprogramma of via een spreadsheetprogramma, zoals Excel. Hiervoor dien je op een speciale site of in een speciale van internet gedownloade sheet een groep aan te maken met daarin alle deelnemers van het feest. Deze krijgen dan een bericht met daarin een verzoek om een lootje in te leveren door hun naam en verlanglijstje in te vullen en te versturen. Als alternatief kan hierbij ook worden gevraagd om het lijstje per mail toe te sturen. Dit is een goede oplossing als het niet mogelijk is om het lijstje in het lootje in te vullen en te versturen. Zodra iedereen dat heeft gedaan worden de lootjes getrokken en krijgen alle deelnemers opnieuw een bericht waarna ze weten wie ze getrokken hebben en wat deze persoon wil hebben. Indien de verlanglijstjes per mail zijn ingediend krijgt iedereen dan ook een mail met daarin alle verlanglijstjes met de namen erbij, zodat duidelijk is voor wie welk lijstje is bestemd.